# Xã Cameron, Quận Audubon, Iowa
Xã Cameron (tiếng Anh: Cameron Township) là một xã thuộc quận Audubon, tiểu bang Iowa, Hoa Kỳ. Năm 2010, dân số của xã này là 135 người.